# Олійник Олексій Степанович
Олексій Степанович Олійник (нар. 14 листопада 1977, Запоріжжя, УРСР) — український футболіст, захисник та півзахисник. Зараз — тренер клубу «Таврія-Скіф».

## Клубна кар'єра
Олексій Оійник народився 14 листопада 1977 року у Запоріжжі. 1996 року підписав контракт із запорізьким «Металургом». 13 квітня 1996 року у програному (1:4) виїзному матчі 23-го туру вищої ліги чемпіонату України проти івано-франківського «Прикарпаття». Олексій вийшов на поле на 73-й хвилині поєдинку, замінивши Валентина Полтавця. Дебютним голом за «Металург» відзначився на 65-й хвилині переможного (2:0) домашнього матчу 12-го туру вищої ліги чемпіонату України проти львівських «Карпат». Олійник вийшов у стартовому складі та відіграв увесь поєдинок. Протягом свого перебування у запорізькій команді у вищій лізі зіграв 55 матчів та відзначився 5 голами, ще 8 поєдинків (1 гол) за «Металург» Олексій зіграв у кубку України.
На початку 1998 року перейшов до київського ЦСКА. У складі свого нового клубу дебютував 9 березня 1998 року у переможному (2:0) домашньому поєдинку 1/8 фіналу кубку України проти сімферопольської «Таврії». Олексій вийшов на поле в стартовому складі та відіграв увесь поєдинок, а на 37-й хвилині отримав жовту картку. У вищій лізі чемпіонату України за київську команду дебютував 22 березня 1998 року у переможному матчі 17-го туру чемпіонату України проти запорізького «Металурга». Олійник вийшов на поле в стартовому складі, а на 86-й хвилині був замінений на Олександра Олексієнка. Дебютним голом за ЦСКА відзначився на 117-й хвилині (реалізував пенальті) нічийного (1:1) домашнього матчу 1/4 фіналу кубку України проти дніпропетровського «Дніпра». Олексій вийшов на поле в стартовому складі та відіграв увесь поєдинок і, крім забитого м'яча, «відзначився» на 55-й хвилині жовтою карткою. 8 червня 1998 року на 80-й хвилині відзначився дебютним голом за київську команду в вищій лізі, сталося це у переможному (3:2) домашньому матчі 28-го туру проти донецького «Металурга». У тому матчі Олексій вийшов на поле у стартовому складі та відіграв увесь поєдинок. Протягом свого перебування в складі столичних армійців у вищій лізі зіграв 61 матч та відзначився 6 голами, ще 7 матчів (1 гол) Олійник зіграв у кубку України. Крім цього під час своїх виступів у київській команді періодично виходив на поле у футболці першолігового фарм-клубу ЦСКА-2, у футболці якого зіграв 34 матчі та відзначився 2 голами.
Влітку 2001 року повернувся до Запоріжжя, де виступав у обласному чемпіонаті у футболці місцевого клубу ЗАлК.
На початку 2002 року виїхав до Росії, де підписав контракт з місцевим друголіговим клубом «СКА-Енергія» (Хабаровськ). У хабаровському клубі дебютував 28 березня 2003 року у програному (0:1) виїзному матчі першого дивізіону чемпіонату Росії проти ФК «Хімки». Олексій вийшов на поле на 86-й хвилині поєдинку, замінивши Дмитра Мірочника. Дебютним голом у футболці СКА відзначився 25 червня 2002 року на 8-й хвилині переможного (2:0) домашнього поєдинку 15-го туру першого дивізіону чемпіонату Росії проти красноярського «Металурга». Олексій вийшов на поле у стартовому складі та відіграв увесь поєдинок. Протягом двох сезонів, проведених у красноярській команді, у чемпіонатах Росії зіграв 59 матчів та відзначився 2 голами, ще 3 матчі у футболці металургів зіграв у кубку Росії.
На початку 2004 року повернувся в Україну та підписав контракт з луганською «Зорею». У футболці луганського клубу дебютував 16 березня 2004 року у переможному (1:0) домашньому матчі першої ліги чемпіонату України проти охтирського «Нафтовика». Олійник вийшов у стартовому складі, а на 46-й хвилині його замінив Микита Каменюка. У футболці «Зорі» в першій лізі чемпіонату України зіграв 15 матчів.
Першу частину сезону 2004/05 років провів у складі харківського «Арсеналу». 5 верезня 2004 року дебютував за «Арсенал» у нічийному (1:1) виїзному матчі проти сумського «Спартака-Горобини». Олексій вийшов на поле на 64-й хвилині поєдинку, замінивши Олега Глушка. Протягом першої частини сезону провів 11 поєдинків. Другу ж частину сезону провів у складі алчевської «Сталі». За алчевську команду дебютував 2 квітня 2005 року у переможному (2:0) домашньому поєдинку 21-го туру першої ліги чемпіонату України проти стрийського «Газовика-Скали». Олійник вийшов на поле у стартовому складі та відіграв 82 хвилини. Через п'ять днів, 7 квітня 2005 року, відзначився першим та останнім голом у футболці «Сталі». Це сталося на 36-й хвилині переможного (3:0) виїзного матчу 22-го туру першої ліги чемпіонату України проти донецького «Шахтаря-2». Олексій вийшов на поле у стартовому складі, а на 56-й хвилині його замінив Дмитро Романенко. У футболці «Сталі» у першій лізі чемпіонату України зіграв 13 матчів та відзначився 1 голом.
Влітку 2005 року підписав контракт з харківським «Металістом». 17 липня 2005 року дебютував за металістів у переможному (1:0) домашньому поєдинку 2-го туру вищої ліги чемпіонату України проти криворізького «Кривбаса». Олексій вийшов на поле на 83-й хвилині поєдинку, замінивши Юрія Петрова. Дебютним голом за харківський клуб відзначився на 51-й хвилині переможного (1:0) домашнього поєдинку 12-го туру вищої ліги чемпіонату України проти алчевської «Сталі». Цей гол виявився вирішальним у тому поєдинку. Олійник вийшов на поле у стартовому складі та відіграв увесь матч. Протягом двох сезонів, проведених у Харкові ключовим гравцем так і не став. Якщо у першому сезоні Олійник періодично виходив на поле в складі основної команди, то наступного сезону Олексій виступав переважно за молодіжну команду харків'ян. У чемпіонатах України за «Металіст» зіграв лише 13 матчів та відзначився 1 голом, ще 5 матчів зіграв у кубку України. За молодіжну команду «Металіста» зіграв 28 матчів та відзначився 2 голами.
Сезон 2007/08 років провів у складі дніпродзержинської «Сталі». За нову команду дебютував 16 вересня 2007 року у нічийному (1:1) домашньому матчі проти київської «Оболоні». Олексій вийшов на поле на 79-й хвилині, замінивши Олега Шутова. У складі сталеварів також не став основним гравцем, зігравши лише 7 матчів у першій лізі.
У 2009 році перейшов до складу сімферопольського клубу «ІгроСервіс». За кримську команду дебютував 29 березня 2009 року у нічийному (0:0) виїзному поєдинку 20-го туру першої ліги чемпіонату України проти «Фенікса-Іллічовця». Олексій вийшов на поле в стартовому складі, але на 80-й хвилині його замінив Ельдар Ібрагімов. У кримській команді став ключовим гравцем та відіграв 13 матчів у першій лізі чемпіонату України. Того ж року перейшов до аматорського клубу «Словхліб», у складі якого зіграв 3 матчі.
Після цього виступав на аматорському рівні. З 2013 по 2015 роки виступав у клубі «Таврія-Скіф» (за винятком нетривалого періоду в 2014 році, коли виступав у запорізькому «Росо-Неро»).

## Кар'єра в збірній
У 1998 році зіграв 2 матчі у футболці молодіжної збірної України.

## Тренерська кар'єра
З 2013 року — граючий тренер клубу «Таврія-Скіф».

## Досягнення
- Вища ліга чемпіонату України
  -  Бронзовий призер (1): 2007